# Oleh Koutsyne
Oleh Ivanovych Koutsyne (en ukrainien : Олег Іванович Куцин), parfois transcrit Oleh Koutzine, né le 23 novembre 1965 à Ivano-Frankivsk en URSS et mort le 19 juin 2022 près d'Izioum est une personnalité politique et militaire ukrainienne. Il fait partie de la « Légion de la liberté » du parti Svoboda. Il est également commandant du 49e bataillon d'infanterie (en), chef adjoint de l'administration de l'État du raïon de Tiatchiv de 2005 à 2006 et élu deux fois député du conseil municipal de Tiatchiv.

## Biographie
Oleh Koutsyne naît le 23 novembre 1965 dans la ville d'Ivano-Frankivsk, en URSS où ses parents étudiaient à l'époque. Il est diplômé de l'école secondaire n°1 de Tiachiv, aujourd'hui école secondaire n°1 du nom de Vasyl Grenji-Donsky.
De 2005 à 2006, il est le chef adjoint de l'administration d'État du raïon de Tiatchiv.

## Carrière politique et militaire
En 1989, Koutsyne rejoint le Mouvement populaire d'Ukraine militant pour l'indépendance de la RSS d'Ukraine. Le 4 octobre 1989, malgré l'interdiction des autorités communistes, le drapeau de l'Ukraine est hissé pour la première fois dans Tiatchiv lors de la réunion fondatrice de l'organisation dans le raïon.
En 2014, il crée le 49e bataillon d'infanterie (en) pour combattre dans la guerre du Donbass. Il crée plus tard la « Légion de la liberté », un autre bataillon de volontaires ukrainiens dans le Donbass.
Koutsyne est blessé en décembre 2014, lors de la seconde bataille de l'aéroport de Donetsk, près du village de Pisky.
En mars 2017, le comité d'enquête de la fédération de Russie engage des poursuites pénales contre Koutsyne pour des bombardements d'infrastructures civiles dans le Donbass.
Koutsyne s'engage dans le bataillon Sitch lors de l'invasion de l'Ukraine en 2022 et meurt au combat face aux forces russes lors de la bataille d'Izioum en juin, et d'après la Russie dans une attaque à la roquette sur un poste de commandement,,.

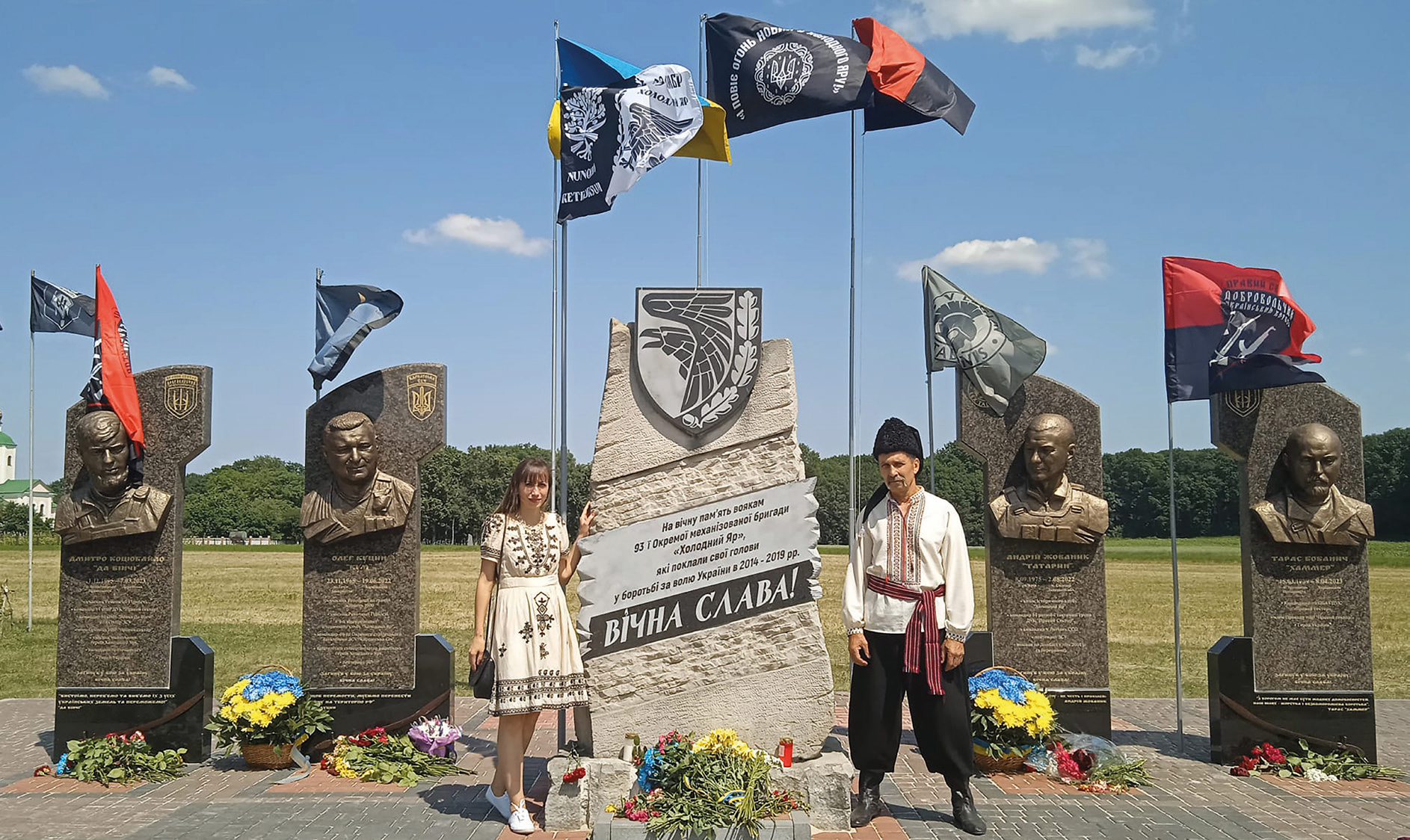
Mémorial à Oleh Koutsyne, Andriy Jovanyk, Taras Bobanytch et Dmytro Kotsioubaïlo dans le Parc national de Kholodny Yar.